# Pochodne fenyloetyloaminy

Struktura chemiczna fenyloetyloamin.

Pochodne fenyloetyloaminy (zwane również po prostu fenyloetyloaminami) – duża grupa organicznych związków chemicznych, pochodnych fenyloetyloaminy. Zaliczają się do nich m.in. amfetamina i metylenodioksyfenyloetyloamina (wraz z pochodnymi) oraz duża grupa alkaloidów (m.in. tetrahydroizochinoliny, benzyloizochinoliny, protoberberyny, aporfiny, protopiny).
Wiele z nich ma działanie psychoaktywne (stymulanty, psychodeliki, empatogeny), opierające się na zmianach poziomu monoamin, będących neuroprzekaźnikami w ośrodkowym układzie nerwowym. Inne, jak dopamina czy adrenalina (epinefryna), same są neurotransmiterami.
Część z nich została opisana przez Alexandra Shulgina w książce PiHKAL (Phenethylamines I Have Known And Loved: A Chemical Story Of Love).